# Luis Mercedes
Luis Roberto Mercedes Santana (San Pedro de Macorís, 15 de febrero de 1968-Ibídem, 30 de junio de 2019) fue un beisbolista dominicano que jugó en las Grandes Ligas de Béisbol durante dos años para los Orioles de Baltimore y los Gigantes de San Francisco como jardinero derecho. 

## Carrera deportiva
Fue fichado por los Orioles como amateur en 1987, con the Bluefield Orioles, permaneciendo casi cuatro años en el sistema de ligas menores de Baltimore hasta su debut en Grandes Ligas el 8 de septiembre de 1991. Posiblemente su mayor éxito en la temporada de liga menor fue con el equipo de Clase AA Hagerstown Suns en 1990. Durante esa temporada en the Eastern League (Liga Oriental) fue líder de bateo con un promedio de .334 y fue nominado para el equipo de Estrellas al final de esa temporada de la Liga Oriental como jardinero.
El 29 de abril de 1993 fue canjeado con los Gigantes por el lanzador Kevin McGehee. En San Francisco solo duró alrededor de cinco meses, retirándose en septiembre de ese año.
Después de un tiempo en las Ligas Mayores, Mercedes jugó con los Leones de Yucatán y Olmecas de Tabasco en la Liga Mexicana de verano y con The Calgary Cannons de la Liga de la Costa del Pacífico en 1995 y 1996.

## Muerte
Falleció el domingo 30 de junio en San Pedro de Macorís a causa de una insuficiencia renal terminal originada por la diabetes mellitus que padecía.

## Estadísticas
- 70 juegos
- 153 al bate
- 19 anotadas
- 29 hits
- 6 dobles
- 1 triple
- 9 impulsadas
- 1 base robada
- 3 veces atrapado
- 18 bases por bola
- 25 ponches
- .190 promedio